# Partido Conservador (Brasil)
El Partido Conservador (en portugués: Partido Conservador) fue un partido político brasileño de la época imperial, que se formó hacia 1836 y se disolvió con la proclamación de la República en 1889. Este partido surgió sobre todo a partir de un ala disidente del sector Moderado (Partido Moderado) y de algunos de los miembros del Partido Restaurador en la década de 1830, cuando se dio a conocer como Partido Regressista. En la década de 1840 se llama a sí mismo el Partido del Orden (en portugués: Partido de Ordem) para distinguirse de la oposición liberal, que fueron acusados de desorden y de anarquía. El Partido Conservador y su líder se conocen con el nombre de "Saquarema", pues era en el pueblo de Saquarema donde el líder tenía plantaciones y su principal apoyo. más Tarde, en medio de los años de 1850 finalmente fue conocido como el Partido Conservador.

## Historia
El Partido Conservador fue un partido político brasileño bajo el período imperial, surgido en 1836. Fue la evolución directa del Partido Restaurador y reunía a los antiguos disidentes de los liberales moderados. También se denominaron Regressistas, en contraposición a los progresitas del Partido Liberal, partidarios del padre Feijó. El partido reunía a grandes propietarios rurales, ricos comerciantes y a altos funcionarios del Gobierno. La fuerza política de los conservadores se concentraba en las provincias del Noreste.
En 1862, un grupo de eminentes miembros del Partido Conservador - José Tomás Nabuco de Araújo Filho, João Lins Vieira Cansanção de Sinimbu, José Antônio Saraiva, João Lustosa da Cunha Paranaguá e Zacarias de Góis - formarían la "Liga Progressista", que a partir de 1868 se uniría al Partido Liberal, generando insatisfacciones dentro de este partido. En 1870 los liberales "exaltados" del Partido Liberal lanzaron el Partido Republicano. El 15 de noviembre de 1889 con la Proclamação da República Brasileira el partido fue disuelto.

### Presidentes del Consejo de Ministros
| Nombre                                                          | Retrato | Origen         | Período                                           | Ref.                        |
| --------------------------------------------------------------- | ------- | -------------- | ------------------------------------------------- | --------------------------- |
| Pedro de Araújo Lima Visconde de Olinda (1793–1870)             |         | Pernambuco     | 29 de septiembre de 1848 - 8 de octubre de 1849   | [ 4 ] [ 5 ] [ 6 ]           |
| José da Costa Carvalho Visconde de Monte Alegre (1796–1860)     |         | Bahía          | 6 de octubre de 1849 - 11 de mayo de 1852         | [ 7 ] [ 8 ] [ 9 ]           |
| Joaquim José Rodrigues Torres (1802–1872)                       |         | Río de Janeiro | 11 de mayo de 1852 - 6 de septiembre de 1853      | [ 10 ] [ 11 ]               |
| Honório Hermeto Carneiro Leão Marquês do Paraná (1801–1856)     |         | Minas Gerais   | 6 de septiembre de 1853 - 3 de septiembre de 1856 | [ 12 ]                      |
| Luís Alves de Lima e Silva Marquês de Caxias (1803–1880)        |         | Río de Janeiro | 3 de septiembre de 1856 - 4 de mayo de 1857       | [ 13 ] [ 14 ]               |
| Pedro de Araújo Lima Marquês de Olinda (1793–1870)              |         | Pernambuco     | 4 de mayo de 1857 - 12 de diciembre de 1858       | [ 4 ] [ 5 ] [ 6 ] [ 15 ]    |
| Antônio Paulino Limpo de Abreu Visconde de Abaeté (1798–1883)   |         | Portugal       | 12 de dezembro de 1858 - 10 de agosto de 1859     | [ 16 ] [ 17 ] [ 18 ] [ 19 ] |
| Ângelo Moniz da Silva Ferraz (1812–1867)                        |         | Bahía          | 10 de agosto de 1859 - 2 de marzo de 1861         | [ 20 ] [ 21 ]               |
| Luís Alves de Lima e Silva Marquês de Caxias (1803–1880)        |         | Río de Janeiro | 2 de marzo de 1861 - 24 de mayo de 1862           | [ 14 ] [ 22 ]               |
| Joaquim José Rodrigues Torres Visconde de Itaboraí (1802–1872)  |         | Río de Janeiro | 16 de julio de 1868 - 29 de septiembre de 1870    | [ 9 ] [ 23 ]                |
| José Antônio Pimenta Bueno Visconde de São Vicente (1803–1878)  |         | São Paulo      | 29 de septiembre de 1870 - 7 de marzo de 1871     | [ 24 ]                      |
| José Maria da Silva Paranhos Visconde do Rio Branco (1819–1880) |         | Bahía          | 7 de marzo de 1871 - 25 de junio de 1875          | [ 25 ] [ 26 ]               |
| Luís Alves de Lima e Silva Duque de Caxias (1803–1880)          |         | Río de Janeiro | 25 de junio de 1875 - 5 de enero de 1878          | [ 27 ]                      |
| João Maurício Wanderley Barão de Cotejipe (1815–1889)           |         | Bahía          | 20 de agosto de 1885 - 10 de marzo de 1888        | [ 28 ] [ 29 ]               |
| João Alfredo Correia de Oliveira (1835–1919)                    |         | Pernambuco     | 10 de marzo de 1888 - 7 de junio de 1889          | [ 30 ] [ 31 ]               |